# Miss Líbano
Miss Líbano (en árabe: ملكة جمال لبنان‎, romanizado: Malikat Jamāl Lubnān, lit. 'Reina de belleza de Líbano') es un concurso de belleza nacional en Líbano. Se encarga de seleccionar a las representantes del país para los concursos Miss Universo y Miss Mundo.

## Historia
En 1930, se formó un comité para elegir anualmente a Miss Líbano. Sin embargo, el concurso no se celebró anualmente con regularidad hasta 1959, cuando pasó a ser anual. En 1952, se llevó a cabo la primera edición oficial del concurso en el Hotel Normandía y Leila Saroufim resultó ganadora entre catorce candidatas. En 1976, la dirección del concurso de belleza pasó a su actual presidente, Antoine Maksoud, quien insistió en organizar el concurso a pesar de la guerra civil. «Estábamos eligiendo el lugar y el momento adecuados para completar la ceremonia. No pensamos en los riesgos en ese momento. La única preocupación era el éxito del concurso y la elección de Miss Líbano», explicó Maksoud. En aquella época, el concurso se desarrollaba en dos etapas, la primera en la que se elegía una ganadora y dos finalistas, por cada gobernación. En cuanto a la segunda, las ganadoras se reunían en una ceremonia y una de ellas era coronada Miss Líbano. Según Maksoud, este método se adoptó para implicar a todas las regiones libanesas en la competencia, dada la dificultad de circulación entre regiones en aquel momento.
En 1988, Maksoud llegó a un acuerdo para que el concurso se transmitiera en vivo por la Lebanese Broadcasting Corporation. En 2006, el concurso se canceló debido a la guerra del Líbano con Israel.
En 2016, LBCI perdió la licencia de Miss Universo debido a que en 2015 no enviaron a la ganadora nacional sino a la primera finalista. Tras esto, MTV Líbano adquirió la licencia y por este motivo, Miss Líbano 2016 Sandy Tabet y Miss Líbano 2017 Perla Helou compitieron en Miss Mundo 2016 y 2017, respectivamente. MTV no envió ninguna representante para Miss Universo 2016 y el año siguiente designó a Jana Sader, primera finalista de Miss Líbano 2017, para competir en Miss Universo 2017.
En octubre de 2017, se informó que LBCI perdió el derecho otorgado por el Ministerio de Turismo libanés para organizar el Miss Líbano 2018 después de que el ministro Avedis Guidanian decidiera otorgarle el derecho a MTV debido a que este ya tenía la licencia de Miss Universo desde 2016. En enero de 2018, se anunció que Rima Fakih, quien fue coronada Miss USA en 2010, fue nombrada como la presidenta del comité del concurso.
En julio de 2019, se informó que LBCI había recuperado el derecho de organizar el concurso. El 31 de octubre, la organización anunció en su cuenta de Instagram que la final programada para el 3 de noviembre fue cancelada debido a las protestas en el país. En 2020, la pandemia de COVID-19, la situación económica del país y las explosiones en el puerto de Beirut impidieron la organización del concurso. En 2022, el concurso regresó después de cuatro años y se transmitió por LBCI.  El 29 de septiembre de 2023, LBCI anunció que organizará el concurso durante los próximos cinco años. Sin embargo, ese año el concurso se canceló por falta de patrocinio.

### Formato

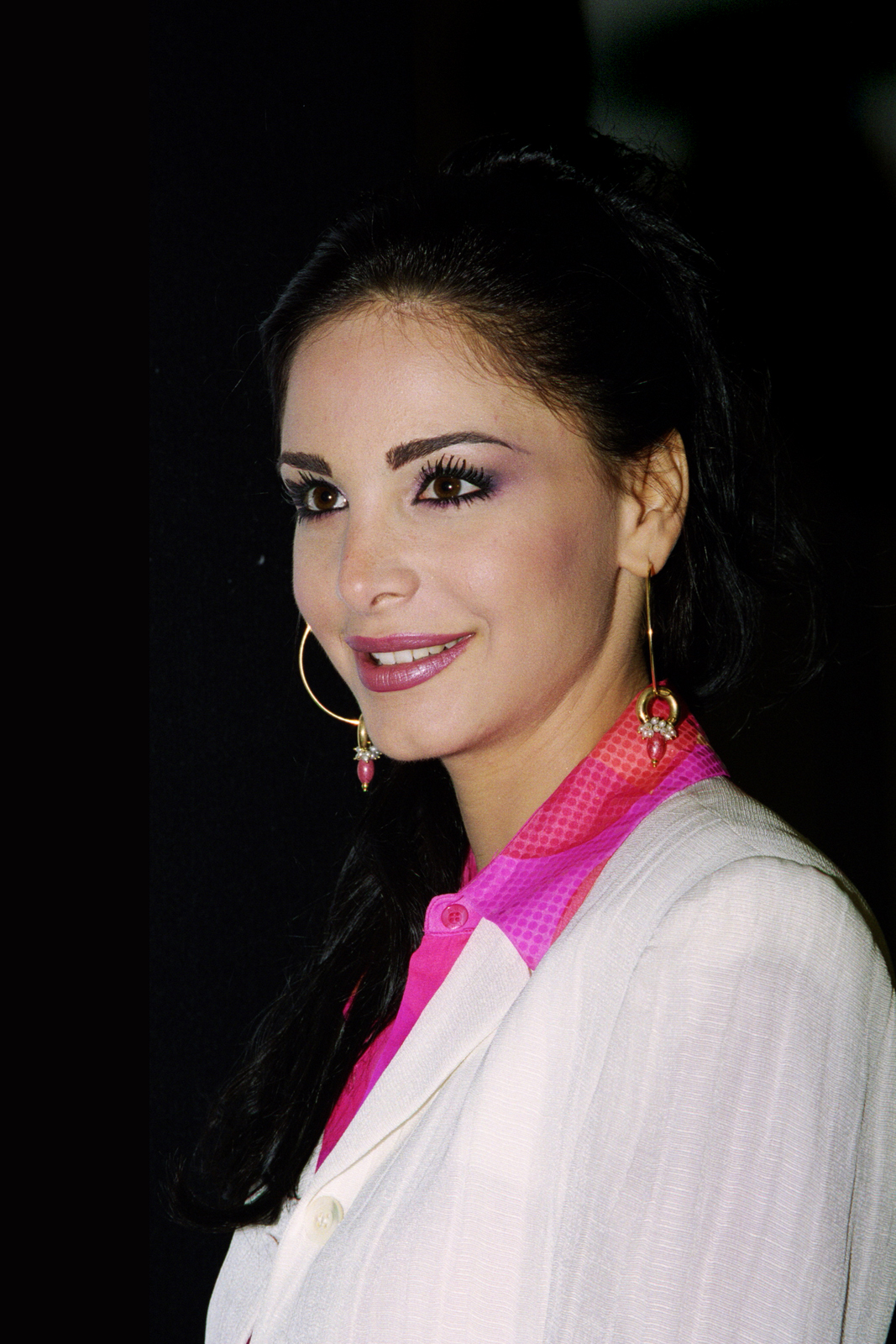
Joëlle Behlock, Miss Líbano 1997

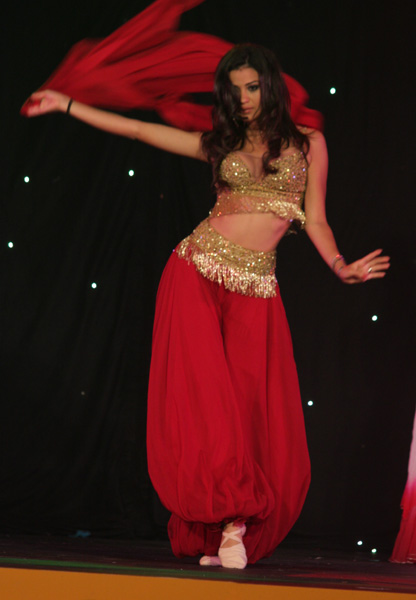
Rosarita Tawil, Miss Líbano 2008

Cada año, el concurso de Miss Líbano adopta un nuevo formato con un nuevo número de concursantes. El certamen ha tomado la forma de una gala de una noche, varios números principales e incluso programas de telerrealidad. A continuación se muestra un resumen de los últimos años del formato del certamen:
| Año  | Miss Líbano          | Candidatas | Sede                                                  |
| ---- | -------------------- | ---------- | ----------------------------------------------------- |
| 2003 | Marie-José Hnein     | 16         | LBC Centre                                            |
| 2004 | Nadine Nassib Njeim  | 16         | LBC Centre                                            |
| 2005 | Gabrielle Bou Rached | 30         | Casino du Liban                                       |
| 2007 | Nadine Wilson Njeim  | 18         | Casino du Liban                                       |
| 2008 | Rosarita Tawil       | 18         | LBC Centre                                            |
| 2009 | Martine Andraos      | 16         | LBC Centre                                            |
| 2010 | Rahaf Abdallah       | 16         | LBC Centre                                            |
| 2011 | Yara Khoury-Mikhael  | 16         | Beirut Souks                                          |
| 2012 | Rina Chibany         | 16         | Platea Theatre                                        |
| 2013 | Karen Ghrawi         | 15         | Centro Internacional de Ocio y Exposiciones de Beirut |
| 2014 | Saly Greige          | 14         | Casino du Liban                                       |
| 2015 | Valerie Abou Chacra  | 14         | Casino du Liban                                       |
| 2016 | Sandy Tabet          | 15         | Casino du Liban                                       |
| 2017 | Perla Helou          | 15         | Casino du Liban                                       |
| 2018 | Maya Reaidy          | 30         | Forum de Beyrouth                                     |
| 2022 | Yasmina Zaytoun      | 17         | Forum de Beyrouth                                     |

## Ganadoras
La ganadora de Miss Líbano representa a su país en los concursos de Miss Universo y Miss Mundo. Anteriormente, en algunos casos, la ganadora también ha competido en el concurso de Miss Internacional.
| Año  | Miss Líbano          | Notas                   |
| ---- | -------------------- | ----------------------- |
| 1930 | Leila Zoghby         |                         |
| 1935 | Jamila Al Khalil     |                         |
| 1952 | Leila Saroufim       |                         |
| 1953 | Hania Beydun         |                         |
| 1958 | Hind Skaff           |                         |
| 1959 | Gladys Tabet         |                         |
| 1960 | Leila Antaki         |                         |
| 1961 | Nouhad El Cabbabe    |                         |
| 1962 | Éléonore Abi Karam   |                         |
| 1963 | Mona Slim            |                         |
| 1964 | Nana Barakat         |                         |
| 1965 | Yolla Georges Harb   |                         |
| 1966 | Marlène Talih        |                         |
| 1967 | Sonia Fares          |                         |
| 1968 | Lilly Bissar         |                         |
| 1969 | Georgette Gerro      |                         |
| 1970 | Georgina Rizk        | Miss Universo 1971      |
| 1971 | Odette Naim          |                         |
| 1972 | Marcelle Herro       |                         |
| 1973 | Sylvia Ohannessian   |                         |
| 1974 | Gisèle Hachem        |                         |
| 1975 | Ramona Karam         |                         |
| 1977 | Vera Alouane         |                         |
| 1978 | Katia Fakhry         |                         |
| 1979 | Jocelyne Daou        |                         |
| 1980 | Denise Sfeir         |                         |
| 1981 | Suzanne Bou Nader    |                         |
| 1982 | Dolly Michel Khoury  |                         |
| 1983 | Sylvia Hobeika       |                         |
| 1984 | Reine Philip Barakat |                         |
| 1985 | Mary Khoury          |                         |
| 1986 | Gina Issa            |                         |
| 1987 | Josiane Haddad       |                         |
| 1989 | Colette Boulos       |                         |
| 1991 | Diana Begdache       |                         |
| 1992 | Nicole Bardawil      |                         |
| 1993 | Ghada El Turk        |                         |
| 1994 | Lara Badawi          |                         |
| 1995 | Dina Azar            |                         |
| 1996 | Nisrine Sami Naser   |                         |
| 1997 | Joelle Behlock       |                         |
| 1998 | Clémence Achkar      |                         |
| 1999 | Norma Elias Naoum    |                         |
| 2000 | Sandra Rizk          |                         |
| 2001 | Christina Sawaya     | Miss Internacional 2002 |
| 2003 | Marie-José Hnein     |                         |
| 2004 | Nadine Nassib Njeim  |                         |
| 2005 | Gabrielle Bou Rached |                         |
| 2007 | Nadine Wilson Njeim  |                         |
| 2008 | Rosarita Tawil       |                         |
| 2009 | Martine Andraos      |                         |
| 2010 | Rahaf Abdallah       |                         |
| 2011 | Yara Khoury-Mikhael  |                         |
| 2012 | Rina Chibany         |                         |
| 2013 | Karen Ghrawi         |                         |
| 2014 | Sally Greige         |                         |
| 2015 | Valerie Abou Chacra  |                         |
| 2016 | Sandy Tabet          |                         |
| 2017 | Perla Helou          |                         |
| 2018 | Maya Reaidy          |                         |
| 2022 | Yasmina Zaytoun      |                         |
| 2024 | Nada Koussa          |                         |

## Representación internacional

### Miss Universo Líbano
: Declarada como ganadora
     : Terminó como finalista
     : Terminó como una de las semifinalistas o cuartofinalistas
     : Terminó como ganadora de premios especiales
| Año                           | Ciudad natal    | Miss Líbano             | Posición en Miss Universo | Premios especiales                     | Notas |
| ----------------------------- | --------------- | ----------------------- | ------------------------- | -------------------------------------- | --- |
| 2025                          | Jdeideh         | Sarah Leena Bou Jaoude  | Por competir              | Por competir                           | Designada. |
| 2024                          | Rahbeh          | Nada Koussa             | No clasificó              |                                        | |
| 2023                          | Btekhnay        | Maya Aboul Hosn         | No clasificó              | - Voice for Change (Top 10)            | Designada. |
| 2022                          | Kfarchouba      | Yasmina Zaytoun         | No clasificó              |                                        | |
| No compitió entre 2019 y 2021 |                 |                         |                           |                                        | |
| 2018                          | Tannurin        | Maya Reaidy             | No clasificó              |                                        | Dirección de Michel Gabriel El Murr (MTV) y Rima Fakih. |
| 2017                          | Beirut          | Jana Sader              | No clasificó              |                                        | Designada: la primera finalista de Miss Líbano 2017 fue designada por MTV Líbano.                                                                                      |
| 2016                          | Beirut          | Sandy Tabet             | No compitió               | No compitió                            | Miss Líbano 2016 no pudo competir después de que MTV Líbano obtuviera la licencia de Miss Universo; no la enviaron y ni siquiera enviaron una candidata ese año.       |
| 2015                          | Beirut          | Cynthia Samuel          | No clasificó              |                                        | Designada: la primera finalista de Miss Líbano 2015 fue designada por la Organización Miss Líbano.                                                                     |
| 2014                          | Bishmizzine     | Saly Greige             | No clasificó              |                                        | |
| 2013                          | Beirut          | Karen Ghrawi            | No clasificó              |                                        | |
| 2012                          | Zahlé           | Rina Chibany            | No clasificó              |                                        | |
| 2011                          | Beirut          | Yara Khoury-Mikhael     | No clasificó              |                                        | |
| 2010                          | Beirut          | Rahaf Abdallah          | No clasificó              |                                        | |
| 2009                          | Beirut          | Martine Andraos         | No clasificó              |                                        | |
| 2008                          | Beirut          | Rosarita Tawil          | No compitió               | No compitió                            | |
| 2007                          | Maaser El Shouf | Nadine Wilson Njeim     | No clasificó              |                                        | |
| 2006                          | Jezzine         | Gabrielle Bou Rached    | No clasificó              |                                        | |
| 2005                          | Beirut          | Nadine Nassib Njeim     | No clasificó              |                                        | |
| 2004                          | Beirut          | Marie-José Hnein        | No clasificó              |                                        | |
| 2003                          | No compitió     | No compitió             | No compitió               | No compitió                            | No compitió |
| 2002                          | Burj Hammoud    | Christina Sawaya        | No compitió               | No compitió                            | Decidió abandonar la competencia después de declarar que no competiría en un concurso con Miss Israel.                                                                 |
| 2001                          | Beirut          | Sandra Rizk             | No clasificó              |                                        | |
| 2000                          | Beirut          | Norma Elias Naoum       | No clasificó              |                                        | |
| 1999                          | Beirut          | Clémence Achkar         | No clasificó              | - Mejor traje nacional (2.ª finalista) | Org. Miss Líbano - Dirección de Antoine Maksoud (LBC) |
| Miss Universo Líbano          |                 |                         |                           |                                        | |
| 1998                          | Beirut          | Nina Kaddis             | No clasificó              |                                        | Designada: la tercera finalista de Miss Universo Líbano 1997 fue designada para representar a Líbano después de que Miss Universo Líbano no se llevara a cabo en 1998. |
| 1997                          | Beirut          | Dalida Chammai          | No clasificó              |                                        | |
| 1996                          | Beirut          | Julia Syriani           | No clasificó              |                                        | Miss Universo Líbano - Dirección de MTV |
| No compitió entre 1994 y 1995 |                 |                         |                           |                                        | |
| 1993                          | Beirut          | Samaya El Chedrawi      | No clasificó              | - Mejor traje nacional (1.ª finalista) | |
| 1992                          | Beirut          | Abir El Sharrouf        | No clasificó              |                                        | |
| 1991                          | Beirut          | Fida El Chehayeb        | No clasificó              |                                        | Miss Universo Líbano - Dirección de Antoine Maqsoud (LBC) |
| No compitió entre 1989 y 1990 |                 |                         |                           |                                        | |
| 1988                          | Beirut          | Elaine Georges Fakhoury | No clasificó              |                                        | |
| 1987                          | Beirut          | Sahar El Haydar         | No clasificó              |                                        | |
| 1986                          | Beirut          | Reine Philip Barakat    | No clasificó              |                                        | |
| 1985                          | Beirut          | Joyce Sahab             | No clasificó              |                                        | |
| 1984                          | Beirut          | Marie Ibrahim           | No clasificó              |                                        | |
| 1983                          | Beirut          | May Mansour Chahwan     | No clasificó              |                                        | |
| No compitió entre 1979 y 1982 |                 |                         |                           |                                        | |
| 1978                          | Beirut          | Reine Semaan            | No clasificó              |                                        | |
| 1977                          | Beirut          | Hyam Saadé              | No clasificó              | - Mejor traje nacional (2.ª finalista) | |
| 1976                          | No compitió     | No compitió             | No compitió               | No compitió                            | No compitió |
| 1975                          | Beirut          | Suad El Nachoul         | No clasificó              |                                        | |
| 1974                          | Beirut          | Laudy Slim Gabache      | No clasificó              |                                        | |
| Miss Líbano                   |                 |                         |                           |                                        | |
| 1973                          | Beirut          | Marcèlle Herro          | Top 12                    |                                        | |
| 1972                          | Beirut          | Odette Naim             | No compitió               | No compitió                            | |
| 1971                          | Beirut          | Georgina Rizk           | Miss Universo 1971        |                                        | |
| 1970                          | Beirut          | Georgette Gero          | No clasificó              |                                        | |
| 1969                          | Beirut          | Lilly Bissar            | No compitió               | No compitió                            | |
| 1968                          | Beirut          | Sonia Fares             | No clasificó              |                                        | |
| 1967                          | Beirut          | Marlène Talih           | No compitió               | No compitió                            | |
| 1966                          | Beirut          | Yolla Georges Harb      | No clasificó              |                                        | |
| 1962                          | Beirut          | Nouhad El-Cabbabe       | Top 15                    |                                        | |
| 1961                          | Beirut          | Leila Antaki            | No clasificó              |                                        | |
| 1960                          | Beirut          | Gládys Tabet            | No clasificó              |                                        | |
| No compitió entre 1956 y 1959 |                 |                         |                           |                                        | |
| 1955                          | Beirut          | Hania Beydun            | No clasificó              |                                        | Org. Miss Líbano - Dirección de Raymond Loir; Miss Líbano 1953 nombrada para ser la primera «Miss Universo Líbano 1955».                                               |

### Miss Mundo Líbano
: Declarada como ganadora
     : Terminó como finalista
     : Terminó como una de las semifinalistas o cuartofinalistas
     : Terminó como ganadora de premios especiales
| Año                           | Ciudad natal    | Miss Mundo Líbano     | Posición en Miss Mundo | Premios especiales                                                                       | Notas                                                   |
| ----------------------------- | --------------- | --------------------- | ---------------------- | ---------------------------------------------------------------------------------------- | ------------------------------------------------------- |
| 2025                          | Rahbeh          | Nada Koussa           | Top 20                 | - Head to Head (Top 20)                                                                  |                                                         |
| 2023                          | Kfarchouba      | Yasmina Zaytoun       | Primera finalista      | - Miss Mundo Asia y Oceanía - Desafío Head-to-Head (ganadora) - Top Model (Top 20)       |                                                         |
| No compitió entre 2019 y 2022 |                 |                       |                        |                                                                                          |                                                         |
| 2018                          | Beirut          | Mira Al-Toufaily      | No clasificó           | - Desafío Head-to-Head (ganadora) - Beauty With a Purpose (Top 12)                       | Designada: fue la primera finalista de Miss Líbano 2018 |
| 2017                          | Baabda          | Perla Helou           | Top 40                 | - Desafío Head-to-Head (ganadora) - Multimedia (Top 5) - Premio People's Choice (Top 10) |                                                         |
| 2016                          | Beirut          | Sandy Tabet           | No clasificó           |                                                                                          |                                                         |
| 2015                          | Beirut          | Valerie Abou Chacra   | Top 5                  | - Mejor en Entrevista - Premio People's Choice (Top 5) - Top Model (Top 30)              |                                                         |
| 2014                          | Bishmizzine     | Saly Greige           | No clasificó           |                                                                                          |                                                         |
| 2013                          | Beirut          | Karen Ghrawi          | No clasificó           |                                                                                          |                                                         |
| 2012                          | Baabda          | Sonia-Lynn Gabriel    | No clasificó           | - Top Model (Top 57)                                                                     | Designada: fue la segunda finalista de Miss Líbano 2011 |
| 2011                          | Beirut          | Yara Khoury-Mikhael   | No clasificó           | - Beauty With a Purpose (Top 30)                                                         |                                                         |
| 2010                          | Beirut          | Rahaf Abdallah        | No clasificó           | - Belleza Playera (Top 40)                                                               |                                                         |
| 2009                          | Beirut          | Martine Andraos       | No clasificó           | - Talento (Top 22)                                                                       |                                                         |
| 2008                          | Beirut          | Rosarita Tawil        | No clasificó           | - Belleza Playera (Top 10) - Top Model (Top 32)                                          |                                                         |
| 2007                          | Maaser El Chouf | Nadine Wilson Njeim   | No clasificó           | - Belleza Playera (Top 21)                                                               |                                                         |
| 2006                          | Ain El Remmaneh | Annabella Hilal       | Top 17                 | - Premio World Dress Designer (Top 20)                                                   | Designada: fue la primera finalista de Miss Líbano 2006 |
| 2005                          | Beirut          | Lamitta Frangieh      | No clasificó           | - Belleza Playera (Top 19)                                                               | Designada: fue la primera finalista de Miss Líbano 2004 |
| 2004                          | Beirut          | Nadine Nassib Njeim   | No clasificó           |                                                                                          |                                                         |
| 2003                          | Beirut          | Marie-José Hnein      | Top 20                 |                                                                                          |                                                         |
| 2002                          | —               | Bethany Kehdy         | No clasificó           |                                                                                          | Designada: fue la primera finalista de Miss Líbano 2001 |
| 2001                          | Burj Hammoud    | Christina Sawaya      | No clasificó           |                                                                                          |                                                         |
| 2000                          | Beirut          | Sandra Rizk           | No clasificó           |                                                                                          |                                                         |
| 1999                          | Beirut          | Norma Elias Naoum     | No clasificó           |                                                                                          |                                                         |
| 1998                          | Beirut          | Clémence Achkar       | No clasificó           |                                                                                          |                                                         |
| 1997                          | Beirut          | Joëlle Behlock        | Top 10                 |                                                                                          |                                                         |
| 1996                          | —               | Nisrine Sami Nasr     | No clasificó           |                                                                                          |                                                         |
| 1995                          | Beirut          | Julia Syriani         | No clasificó           |                                                                                          |                                                         |
| 1994                          | —               | Lara Badawi           | No clasificó           |                                                                                          |                                                         |
| 1993                          | Beirut          | Ghada El Turk         | No clasificó           |                                                                                          |                                                         |
| 1992                          | Beirut          | Nicole Bardawil       | No clasificó           |                                                                                          |                                                         |
| 1991                          | Beirut          | Diana Begdache        | No clasificó           |                                                                                          |                                                         |
| No compitió entre 1989 y 1990 |                 |                       |                        |                                                                                          |                                                         |
| 1988                          | Beirut          | Sylvia Hobeika        | No clasificó           |                                                                                          |                                                         |
| 1987                          | Beirut          | Josiane Haddad        | No clasificó           |                                                                                          |                                                         |
| 1986                          | Beirut          | Mireille Abi Fares    | No clasificó           |                                                                                          |                                                         |
| 1985                          | Beirut          | Mary Khoury           | No clasificó           |                                                                                          |                                                         |
| 1984                          | Beirut          | Elaine Khoury         | No clasificó           |                                                                                          |                                                         |
| 1983                          | Beirut          | Dochka Abi Nader      | No clasificó           |                                                                                          |                                                         |
| 1982                          | Beirut          | May Mansour Chahwan   | No clasificó           |                                                                                          |                                                         |
| 1981                          | Beirut          | Zeina Joseph Challita | No clasificó           |                                                                                          |                                                         |
| 1980                          | Beirut          | Céleste Elias Asal    | No clasificó           |                                                                                          |                                                         |
| 1979                          | Beirut          | Jacqueline Daou       | No clasificó           |                                                                                          |                                                         |
| 1978                          | No compitió     | No compitió           | No compitió            | No compitió                                                                              | No compitió                                             |
| 1977                          | Beirut          | Vera Alouane          | No clasificó           |                                                                                          |                                                         |
| 1976                          | No compitió     | No compitió           | No compitió            | No compitió                                                                              | No compitió                                             |
| 1975                          | Beirut          | Ramona Karam          | Top 15                 |                                                                                          |                                                         |
| 1974                          | Beirut          | Gisèle Hachem         | No clasificó           |                                                                                          |                                                         |
| 1973                          | Beirut          | Sylvia Ohannessian    | Top 15                 |                                                                                          |                                                         |
| No compitió entre 1971 y 1972 |                 |                       |                        |                                                                                          |                                                         |
| 1970                          | Beirut          | Georgina Rizk         | No clasificó           |                                                                                          |                                                         |
| 1969                          | Beirut          | Rola Mayzoub          | No clasificó           |                                                                                          |                                                         |
| 1968                          | No compitió     | No compitió           | No compitió            | No compitió                                                                              | No compitió                                             |
| 1967                          | Beirut          | Sonia Fares           | No clasificó           |                                                                                          |                                                         |
| 1966                          | Beirut          | Marlène Talih         | No clasificó           |                                                                                          |                                                         |
| 1965                          | Beirut          | Yolla Georges Harb    | No clasificó           |                                                                                          |                                                         |
| 1964                          | —               | Nana Barakat          | No clasificó           |                                                                                          |                                                         |
| No compitió entre 1962 y 1963 |                 |                       |                        |                                                                                          |                                                         |
| 1961                          | Beirut          | Leila Antaki          | No clasificó           |                                                                                          |                                                         |
| 1960                          | —               | Gisèle Nicholas Naser | No clasificó           |                                                                                          |                                                         |

### Miss Líbano Emigrante
: Declarada como ganadora
     : Terminó como finalista
     : Terminó como una de las semifinalistas o cuartofinalistas
     : Terminó como ganadora de premios especiales
Iniciada en 2007, la principal ganadora de Miss Líbano Emigrante bajo LBC va a la competencia Miss Internacional.
| Año                                     | País de origen  | Miss Líbano Emigrante     | Posición en Miss Internacional | Premios especiales | Notas |
| --------------------------------------- | --------------- | ------------------------- | ------------------------------ | ------------------ | --- |
| No compite desde 2019 hasta el presente |                 |                           |                                |                    | |
| 2018                                    | Australia       | Rachel Younan             | No clasificó                   |                    | |
| 2017                                    | Costa de Marfil | Dima Safi                 | No clasificó                   |                    | |
| 2016                                    | México          | Stephanie Dash Karam      | No clasificó                   |                    | |
| 2015                                    | Australia       | Cynthia Farah             | No clasificó                   |                    | |
| 2014                                    | EAU             | Lia Saad                  | No clasificó                   |                    | |
| 2013                                    | Australia       | Layla Yarak               | No clasificó                   |                    | |
| 2012                                    | Kuwait          | Cynthia Moukarzel         | No clasificó                   |                    | |
| 2011                                    | Canadá          | Maria Farah               | Top 15                         |                    | |
| 2010                                    | Australia       | Daniella Rahmé            | No clasificó                   |                    | |
| 2009                                    | Brasil          | Sarah Barbosa Mansour     | No clasificó                   |                    | |
| 2008                                    | Australia       | Jessica Michelle Kahawaty | Top 12                         |                    | Después de Miss Internacional 2008, Kahawaty ganó Miss Mundo Australia 2012. En Miss Mundo se posicionó como segunda finalista. |
| 2007                                    | —               | Grace Beyani              | No clasificó                   |                    | Miss Líbano Emigrante - Dirección de LBC                                                                                        |

### Miss Internacional Líbano (1960-2004)
: Declarada como ganadora
     : Terminó como finalista
     : Terminó como una de las semifinalistas o cuartofinalistas
     : Terminó como ganadora de premios especiales
Miss Líbano ha comenzado a enviar una candidata a Miss Internacional desde 1960.
| Año                           | Ciudad natal | Miss Líbano        | Posición en Miss Internacional | Premios especiales | Notas       |
| ----------------------------- | ------------ | ------------------ | ------------------------------ | ------------------ | ----------- |
| 2004                          | —            | Nathalie Nasrallah | No clasificó                   |                    |             |
| 2003                          | No compitió  | No compitió        | No compitió                    | No compitió        | No compitió |
| 2002                          | Burj Hammoud | Christina Sawaya   | Miss Internacional 2002        |                    |             |
| 2001                          | No compitió  | No compitió        | No compitió                    | No compitió        | No compitió |
| 2000                          | —            | Sahar El Ghazzawi  | No clasificó                   |                    |             |
| 1999                          | Beirut       | Clémence Achkar    | No clasificó                   |                    |             |
| 1998                          | No compitió  | No compitió        | No compitió                    | No compitió        | No compitió |
| 1997                          | —            | Nisrine Sami Naser | No clasificó                   |                    |             |
| No compitió entre 1978 y 1996 |              |                    |                                |                    |             |
| 1977                          | —            | Katia Fakhry       | No clasificó                   |                    |             |
| 1976                          | No compitió  | No compitió        | No compitió                    | No compitió        | No compitió |
| 1975                          | —            | Ramona Karam       | No clasificó                   |                    |             |
| No compitió entre 1965 y 1974 |              |                    |                                |                    |             |
| 1964                          | —            | Mona Slim          | No clasificó                   |                    |             |
| 1963                          | No compitió  | No compitió        | No compitió                    | No compitió        | No compitió |
| 1962                          | —            | Éleonore Abi Karam | No clasificó                   |                    |             |
| 1961                          | No compitió  | No compitió        | No compitió                    | No compitió        | No compitió |
| 1960                          | —            | Juliana Reptsik    | No clasificó                   |                    |             |